# Marc Bazin
Pour les articles homonymes, voir Bazin.
Marc Louis Bazin, né le 6 mars 1932 à Saint-Marc et mort le 16 juin 2010 à Port-au-Prince, est un homme d'État haïtien, chef de parti politique, ancien haut fonctionnaire de l'ONU, ministre sous Jean-Claude Duvalier.

## Biographie
Marc Bazin fut un haut fonctionnaire de la Banque mondiale. Il reçut la charge de ministre des Finances sous la présidence de Jean-Claude Duvalier.
Il était le chef du Mouvement pour l’instauration de la démocratie en Haïti (MIDH).
Considéré comme le candidat favori de l'administration américaine de George H. W. Bush et de la population bourgeoise d'Haïti, il est porté à l'avant de la scène politique afin de succéder à  la dictature militaire et ainsi permettre l'ouverture du pays aux investisseurs étrangers et la tenue d'élections libres en 1990. En dépit du soutien financier que lui procure les États-Unis, il obtient seulement 14 % des voix, contre 67 % pour son adversaire Jean-Bertrand Aristide. Malgré la popularité d'Aristide, ce dernier est déposé moins de neuf mois après son terme par les militaires de Raoul Cédras, le 30 septembre 1991.
Le 4 juin 1992, il est nommé Premier ministre de salut public par arrêté du président provisoire Joseph Nérette. La dictature qui suit le putsch laisse environ quatre mille morts.
Le 8 juin 1993, il démissionne de sa charge de Premier ministre. Le 30 août 1993, il est remplacé par Robert Malval. Bazin se retire de la vie politique gouvernementale. Néanmoins, après la réélection d'Aristide en 2001, il est nommé ministre du Plan dans son gouvernement.
Marc Bazin est également un fervent opposant politique d'Aristide et participe à l'élection de 2006 pour la présidence de la République d'Haïti, mais il n'obtient que 0,68 % des voix parmi les 35 candidats et la victoire de René Préval.